# Jonathan Majors
Jonathan Majors (* 7. září 1989 Lompoc, Kalifornie) je americký herec. Do hledáčku velkých studií se dostal po svém výkonu v nezávislém filmu The Last Black Man in San Francisco (2019). Poté získal hlavní roli v seriálu HBO Lovecraftova země (2020) a vedlejší roli v seriálu Loki streamovací služby Disney+ (v rámci Marvel Cinematic Universe), což mu zajistilo také roli ve filmu Ant-Man a Wasp: Quantumania (2023).
V prosinci 2023 byl soudní porotou shledán vinným v případu napadení a obtěžování ženy. Zároveň byl ale zproštěn obvinění z jiného napadení a obtěžování s přitěžujícími okolnostmi. Rozsudek bude vynesen v únoru 2024. V důsledku s ním společnosti Marvel Studios a Walt Disney rozvázaly spolupráci.

## Dětství a mládí
Jonathan Majors se narodil ve městě Lompoc v Kalifornii v roce 1989. Dětství strávil spolu s rodinou na Vandenbergově letecké základně, jelikož jeho otec byl pilot u amerického letectva. rodina se ale rozpadla a Jonathan s matkou a sourozenci se ze základny odstěhovali. Později vyrůstal v Georgetownu v aglomeraci města Austin v Texasu a poté ve městě Cedar Hill u Dallasu. V roce 2008 maturoval. Jako náctiletý se dostal do několika problémových situací: byl zatčen za krádeže v obchodech, dočasně vyloučen ze střední školy kvůli rvačce a v tíživé sociální situaci přespával v autě, zatímco měl dvě zaměstnání.
Přijali ho ale na University of North Carolina School of the Arts, kde získal svůj bakalářský titul. Načež se dostal na Yaleovu univerzitu, kde studoval drama. Zde obdržel v roce 2016 titul magistr umění.

## Kariéra
První roli získal ještě během svého studia na Yaleově univerzitě, a to v seriálu When We Rise stanice ABC. V seriálu ztvárnil skutečného gay aktivistu Kena Jonese, se kterým se při přípravě role také sešel.
V téže době získal také první filmovou roli ve westernu Nepřátelé (2017). Následovaly role ve filmech Mladý gangster (2018) nebo Znenadání (2018).
Proslavení přišlo s premiérou nezávislého filmu Joea Talbota The Last Black Man in San Francisco (2019). Za svůj výkon byl Majors nominován na několik cen kritiků. V témže roce byly uvedeny další filmy, ve kterých hrál: Gully, V džungli a Captive State.
V roce 2020 hrál ve filmu Bratrstvo pěti režiséra Spikea Leeho. Současně se proslavil díky hlavní roli v seriálu HBO Lovecraftova země. V září 2020 byl obsazen do role Dobyvatel Kanga v Marvel Cinematic Universe pro snímek Ant-Man a Wasp: Quantumania (2023). Ještě předtím se uvedl, jako He Who Remains v seriálu streamovací služby Disney+ Loki. Roku 2021 byl na Netflixu uveden western Tím tvrdší je pád, ve kterém hrál hlavní roli.
Na začátku roku 2023 šly do kin dva jeho snímky: Ant-Man a Wasp: Quantumania a Creed III. Oba po sobě dominovaly tržbám a zaznamenaly nejvyšší tržby během otevíracího týdne. V roce 2025 měl jít původně do kin film Avengers: The Kang Dynasty, ve kterém měl hrát hlavního záporáka, kolem kterého se měla točit i další fáze Marvel Cinematic Universe. Kvůli odsouzení s ním ale společnosti Walt Disney a Marvel Studios rozvázaly spolupráci.  

## Osobní život
Jonathan Majors má jedno dítě, dceru. Je podporovatelem hnutí Black Lives Matter.
Dne 25. března 2023 byl zatčen a obviněn z napadení a obtěžování ženy. Vyšetřován byl na svobodě. Po medializaci případu stáhla Armáda Spojených států amerických náborové video, ve kterém Majors účinkoval. V prosinci 2023 byl v tomto případě soudní porotou shledán vinným. Zároveň byl ale zproštěn obvinění z jiného napadení a obtěžování s přitěžujícími okolnostmi. Rozsudek měl být vynesen v únoru 2024. V důsledku s ním společnosti Marvel Studios a Walt Disney rozvázaly spolupráci. Rozsudek nakonec padl v dubnu 2024. Majors byl odsouzen k docházení na roční intervenční program k domácímu násilí a k probaci.

## Filmografie

### Film
| Rok  | Název                               | Role                   | Poznámky |
| ---- | ----------------------------------- | ---------------------- | -------- |
| 2017 | Nepřátelé                           | desátník Henry Woodson |          |
| 2018 | Mladý gangster                      | Johnny "Lil Man" Curry |          |
| 2018 | Znenadání                           | Duncan J. Reynolds     |          |
| 2019 | The Last Black Man in San Francisco | Montgomery Allen       |          |
| 2019 | Captive State                       | Rafe Drummond          |          |
| 2019 | Gully                               | Greg                   |          |
| 2019 | V džungli                           | Pepper                 |          |
| 2020 | Bratrstvo pěti                      | David                  |          |
| 2021 | Tím tvrdší je pád                   | Nat Love               |          |
| 2022 | Devotion                            | Jesse Brown            |          |
| 2023 | Ant-Man a Wasp: Quantumania         | Kang Dobyvatel         |          |
| 2023 | Creed III                           | Damien Dame Anderson   |          |

### Televize
| Rok       | Název             | Role                               | Poznámky    |
| --------- | ----------------- | ---------------------------------- | ----------- |
| 2017      | When We Rise      | Ken Jones                          | 4 epizody   |
| 2020      | Lovecraftova země | Atticus Freeman                    | hlavní role |
| 2021–2023 | Loki              | „Ten, jenž zůstal“ / Victor Timely | 4 epizody   |